# Козицкая, Екатерина Ивановна
Екатерина Ивановна Козицкая (24 октября (4 ноября) 1746 — 6 (18) мая 1833) — дочь и наследница уральского промышленника И. С. Мясникова, одна из богатейших женщин России XVIII века, жена кабинет-секретаря Г. В. Козицкого.
Иван Семёнович Мясников унаследовал крупное состояние своей жены, Татьяны Борисовны Твердышевой, после смерти её братьев-горнопромышленников и преумножил его. Его четыре дочери стали одними из самых богатых невест своего времени — они унаследовали восемь заводов и 76 тысяч душ крестьян. При разделе имения Екатерина Ивановна получила Катав-Ивановский, Усть-Катавский и Архангельский медные заводы, которыми успешно управляла.
В 1767 году она познакомилась в Симбирске со статс-секретарём Екатерины II, и через 4 года стала его женой. Императрица пожаловала Козицкому по случаю свадьбы 10 тысяч рублей; в приданое вошли уральские медные заводы и 19 тысяч душ крепостных. В браке родились дочери:
- Александра (1772—1850) — жена графа Ивана Степановича Лаваля, мать Е. И. Трубецкой; хозяйка известного салона
- Анна (1773—1846) — вторая жена князя А. М. Белосельского-Белозерского.

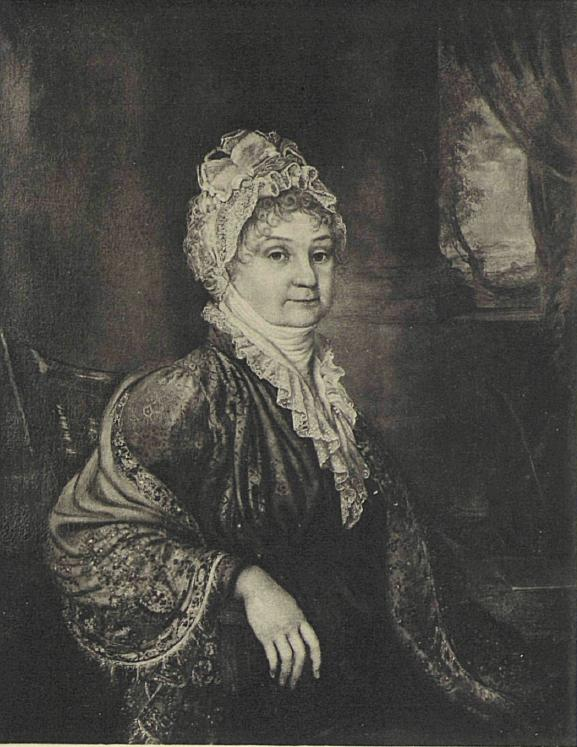
Е. Козицкая на портрете В. Л. Боровиковского

Благодаря своему природному уму, не зная иностранных языков и не имея достойного образования, Козицкая заняла видное место при дворе Екатерины II. Много сил она положила на устройство городских и загородных домов для своего семейства. В 1784 году она приобрела подмосковное имение Шаболово и реконструировала его. Под Москвой она также начала обустраивать усадьбу Льялово с церковью Рождества Богородицы, которая стала усыпальницей для семейства её младшей дочери. Кроме того, владела в Подмосковье сельцом Веледниково.
В самой Москве по её заказу в 1790-х годах был построен архитектором М. Ф. Казаковым дом, где позднее разместился Елисеевский магазин; Сергиевский переулок, на углу которого он стоял, был переименован в честь новой хозяйки дома в Козицкий.

Екатерина Козицкая скончалась 6 (18) мая 1833 года, похоронена 9 мая в Александро-Невской лавре. Памятник у входа в Лазаревскую церковь — мраморная полуколонна с эпитафией, которую сочинил князь Белосельский-Белозерский. А. Я. Булгаков писал брату:
Вчера узнал о кончине Козицкой. Говорят, что покойница бездну денег оставила. Она как-то раз засунула в кладовую 37 тысяч и забыла о них, после двадцати лет нашла этот клад подмоченным и так сгнившим, что вся сумма пропала.